# Hammersmith & City line
A Hammersmith & City a londoni metróhálózat egyik legrövidebb tagja, útvonala csupán 25,5 kilométer. Ezen a távolságon 29 állomás található, amelyből 14 a föld alatt van. Ez a vonal a tizedik legforgalmasabb vonal a tizenegyből.
A metrótérképek sötét rózsaszín színnel jelölik.

## Történelem
A mai vonalszakasz 1988-ban jött létre a Metropolitan vonal megváltoztatásával.
A vonalat hivatalosan 1864. június 13-án adták át, annak ellenére, hogy már 1863. január 10-én elkészült. Ekkor a bővítési tervek miatt csúszott az átadás időpontja.

## Általános információk
A vonal hossza 25,5 kilométer. A vonatok ezt a távolságot 56 perc alatt teszik meg, az átlagos vonatsűrűség a csúcsidőszakban 4-9 perc.
Whitechapel és Barking állomások között párhuzamosan fut a District vonallal. Ezért ezen a szakaszon hétköznap, valamint szombaton kora reggel és késő este illetve vasárnap egész nap a Hammersmith & City szerelvényei NEM közlekednek. Helyettük a District vonatai használhatóak.
A vonalon a C Stock nevet viselő szerelvények közlekedtek. Ugyanezek a vonatok futottak például a Circle és a District vonalakon is.
A pályát és a jelzőberendezéseket jelenleg is fejlesztik. A régi, hat kocsiból álló C Stock szerelvényeket 2019-re az új, hét kocsiból álló S Stockra cserélik le, 65%-kal növelve a szállítható utasszámot.

## Állomáslista
Megjegyzés: A ma is ismert vonalon, Ny-K irányban! Zárójelben az átszállási lehetőségek vannak megjelölve, míg vastagon szedve a nagyobb állomások. NR = National Rail (vasúti csatlakozás)
- Hammersmith (végállomás) (Circle, District, Piccadilly)
- Goldhawk Road (Circle)
- Shepherd’s Bush Market (Circle)
- Wood Lane (Circle)
- Latimer Road (Circle)
- Westbourne Park (Circle)
- Royal Oak (Circle)
- Paddington (Bakerloo, Circle, District)
- Edgware Road (Circle, District)
- Baker Street (Bakerloo, Circle, Jubilee, Metropolitan)
- Great Portland Street (Circle, Metropolitan)
- Euston Square (Circle, Metropolitan)
- King’s Cross St. Pancras (Circle, Metropolitan, Northern, Piccadilly, Victoria)
- Farringdon (Circle, Metropolitan)
- Barbican (Circle, Metropolitan)
- Moorgate (Circle, Metropolitan, Northern)
- Liverpool Street (Central, Circle, Metropolitan)
- Aldgate East (District)
- Whitechapel (District, Overground)
- Stepney Green (District)
- Mile End (Central, District)
- Bow Road (District, DLR)
- Bromley-by-Bow (District)
- West Ham (District, DLR)
- Plaistow (District)
- Upton Park (District)
- East Ham (District)
- Barking (végállomás) (District, Overground)